# Woman (Justice)
Woman, è il terzo album dei Justice, uscito il 18 novembre 2016.
Uscito dopo cinque anni dal Secondo album, Audio, Video, Disco.
L'album è stato altamente supportato e voluto da tutta l'Ed Banger.

## Tracce
Tutte le tracce sono state scritte da Gaspard Augé e Xavier de Rosnay.
1. Safe and Sound - 5:45
2. Pleasure - 4:16 (voce Morgan Phalen)
3. Alakazam ! - 5:11
4. Fire - 5:34 (voce Romuald Louverjon)
5. Stop - 4:57 (voce Johnny Blake)
6. Chorus - 7:09 (voce Mara Carlyle, Anna Jean)
7. Randy - 6:38 (voce Morgan Phalen)
8. Heavy metal - 4:31
9. Love S.O.S. - 5:04 (voce Romuald Louverjon)
10. Close call - 5:08